# Jaroslav Hošek
Jaroslav Hošek (* 17. února 1945 Kladno) je český závodník v autokrosu, který je aktivním jezdcem od roku 1971, mistr Evropy z roku 2001.
Začínal jako motokrosař, pracoval v podniku Sportservis Kladno, který zpočátku reprezentoval s bugginou postavenou svépomocí a vybavenou motorem Wartburg. V roce 1977 vyhrál první mezinárodní autokrosový závod v Československu a v roce 1979 byl nominován do reprezentačního týmu účastnícího se seriálu mistrovství Evropy v autokrosu. Celkově startoval ve 321 závodě ME, v 83 z toho byl na stupních vítězů a ve 36 vyhrál. V celkové klasifikaci sezóny byl první v roce 2001. V letech 1985 a 1986 také vyhrál Pohár míru a přátelství, určený pro závodníky zemí sovětského bloku. Během kariéry vyhrál anketu Zlatý volant v kategorii autokrosařů v letech 1982, 1989, 1991, 1995, 2001 a 2003. V roce 2004 získal Cenu Zdeňka Vojtěcha za přínos českému motoristickému sportu. Působí také jako trenér, jeho svěřencem je mistr Evropy v kategorii Junior buggy Jakub Kubíček. Rok 2023 představuje pro Jaroslava Hoška zcela výjimečnou sezónu, neboť slaví již padesátý rok účasti v této adrenalinem nabité motoristické disciplíně. Padesátá sezóna v autokrosu pro Jaroslava Hoška představuje nejen důkaz jeho výjimečných schopností a zkušeností, ale také inspiraci pro všechny, kteří touží po dosažení podobného úspěchu. Jeho příběh je symbolem toho, že vášeň a oddanost mohou vést k dlouhodobému úspěchu a uznání.

## Výsledky
- Mistrovství Evropy v autokrosu: 1. místo 2001, 2. místo 1982, 1999, 2002, 3. místo 1981, 1989, 1992, 1995, 2000
- Mistrovství Československa v autokrosu: 1. místo 1977, 1979, 1989, 1991
- Mistrovství České republiky v autokrosu: 1. místo 2001